# Gyroporus castaneus
Bolet châtain
Espèce
Statut de conservation UICN

 LC  : Préoccupation mineure
Gyroporus castaneus, le Bolet châtain, anciennement Boletus castaneus, est une espèce de champignons (Fungi) basidiomycètes du genre Gyroporus dans la famille des Gyroporaceae. Il est caractérisé par ses tons châtains et son pied lisse, caverneux à la coupe.

## Taxonomie
Le nom correct complet (avec auteur) de ce taxon est Gyroporus castaneus (Bull.) Quél. 1886.
L'espèce a été initialement classée dans le genre Boletus sous le basionyme Boletus castaneus Bull. 1788.

### Synonymes
Gyroporus castaneus a pour synonymes :
- Boletus castaneus Bull.
- Suillus castaneus (Bull.) P. Karst.
- Leucobolites castaneus (Bull.) Beck.
- Boletus fulvidus Fr.
- Boletus cyanescens var. fulvidus (Fr.) Fr.
- Suillus fulvidus (Fr.) P. Karst.
- Gyroporus castaneus var. fulvidus (Fr.) Quél.
- Gyroporus fulvidus (Fr.) Pat.
- Leucobolites fulvidus (Fr.) Beck
- Boletus testaceus Gillet
- Suillus testaceus Kuntze
- Boletus rufocastaneus Ellis & Everh.
- Boletus castaneus var. minor Bres.

### Phylogénie
L'espèce a été décrite initialement par le mycologue français Jean Baptiste François Pierre Bulliard (1742-1792). Autrefois membre de la famille des Paxillaceae, la recherche place désormais ce champignon parmi les Gyroporaceae.

### Étymologie
Le nom de genre Gyroporus signifie « pores ronds » tandis que l'épithète spécifique castaneus fait référence à la coloration châtaine de l'espèce.

### Noms vulgaires et vernaculaires
Ce taxon porte en français les noms vernaculaires ou normalisés suivant : Bolet châtain, Bolet châtaigne,,.

## Description du sporophore

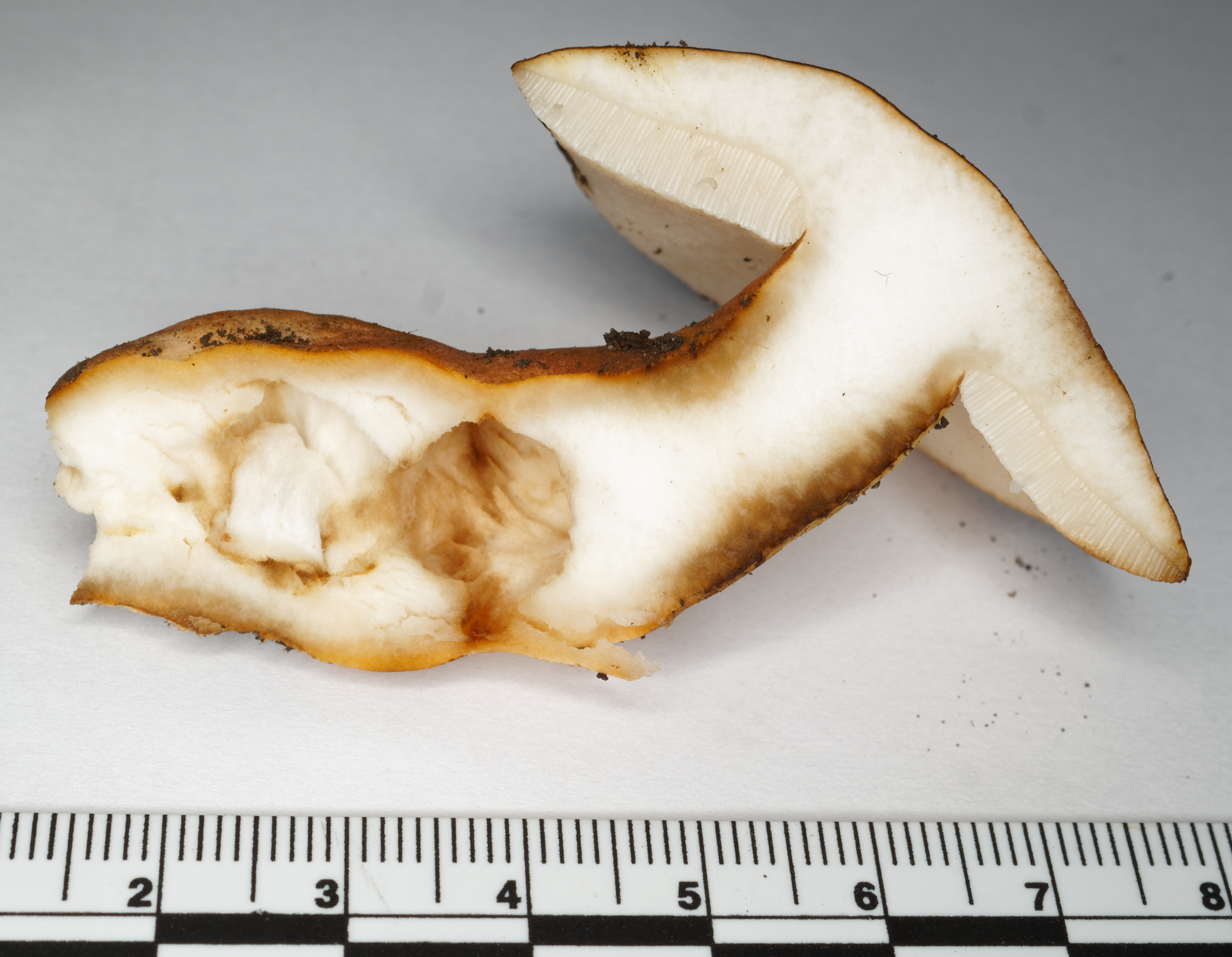
Stipe typiquement creux caverneux de G. castaneus à la coupe

Les bolets sont des champignons dont l'hyménophore, constitué de tubes et terminés par des pores, se sépare facilement de la chair du chapeau. Ce chapeau d'abord rond, recouvert d'une cuticule, devient convexe à mesure qu’il vieillit. Ils ont un pied (stipe) central assez épais et une chair compacte. Les caractéristiques morphologiques de G.castaneus sont les suivantes:
Son chapeau mesure 3,5 à 12 cm. Il est charnu, convexe puis aplati à pulviné. Sa surface est sèche, lisse, mate, veloutée surtout dans la jeunesse, de couleur brun bai plus ou moins pâle avec une nuance orangée, roux châtain, parfois plus clair, brun orangé avec des décolorations blanchâtres ou plus sombre, presque noir avec le bord blanc. Sa marge est typiquement aiguë,,.
L'hyménophore présente des tubes longs de 5 à 0 mm, blancs puis crème jaunâtre avec l'âge. Les pores sont fins puis moyennement amples avec l'âge, paraissant isolés, blancs puis crème et enfin ochracés. La sporée est jaune pâle,,.
Son stipe mesure 4 à 8 cm x 1,5 à 3 cm, il est concolore au chapeau, légèrement ventru et souvent cabossé, fragile creux et caverneux, rempli de cavités, percé de grandes "cavernes",,.
La chair est blanche, épaisse, assez molle, immuable. Son odeur est faible ou légèrement acidulée. Sa saveur est douce,,.

### Caractéristiques microscopiques
Ses spores sont elliptiques, lisses, jaunâtres, à paroi épaisse, guttulées, mesurant 9 à 11,5 µm x 5,5 à 7,5 µm. Les basides sont clavées, tétrasporiques bouclées. les cheilocystides fusiformes, mesurant 25 à 43 µm x 5 à 7,5 µm. La cuticule trichodermique est faite d'hyphes bouclées à articles courts larges de 8 à 18 µm, aux extrémités cylindriques à subulées, pigmentées de brun,.

## Galerie

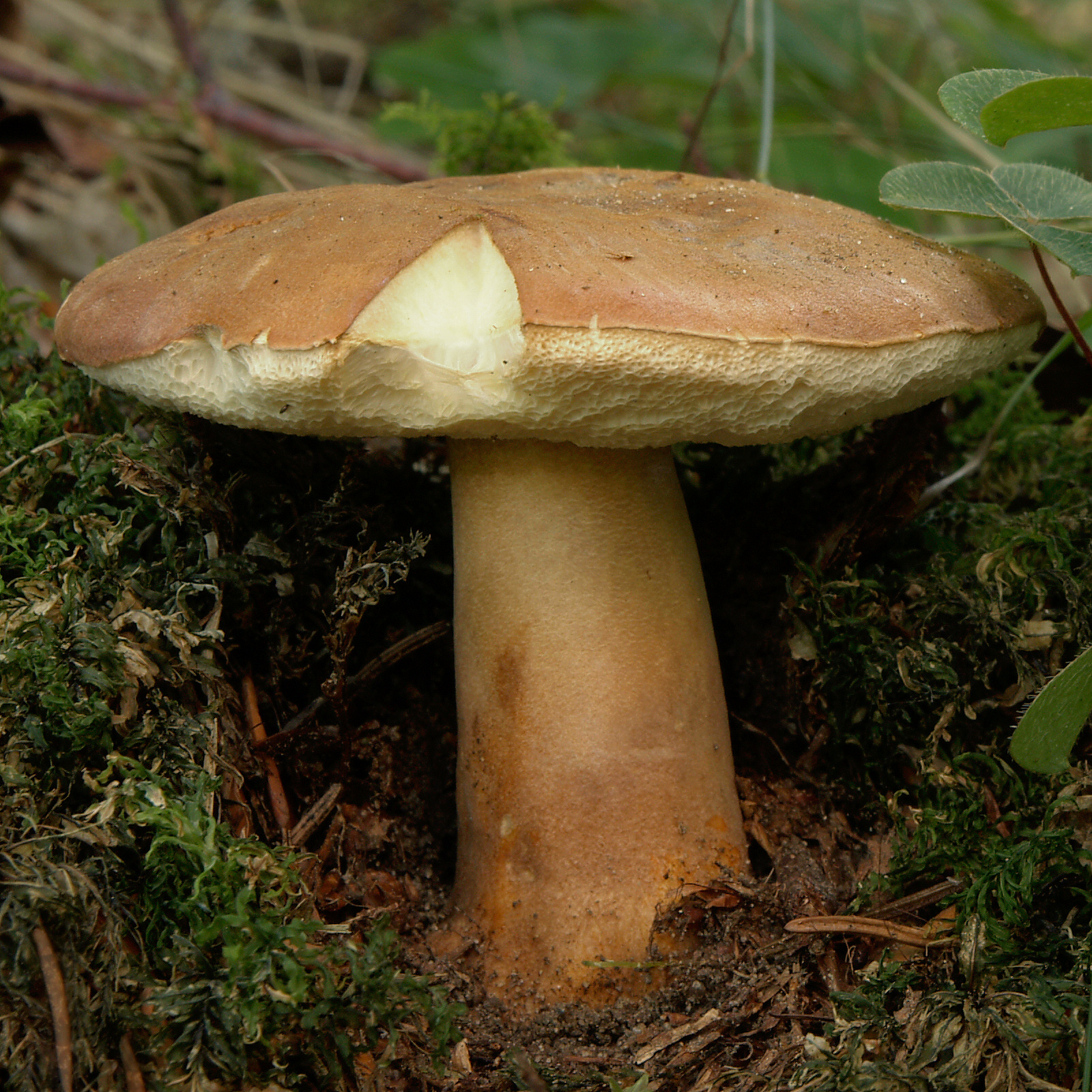
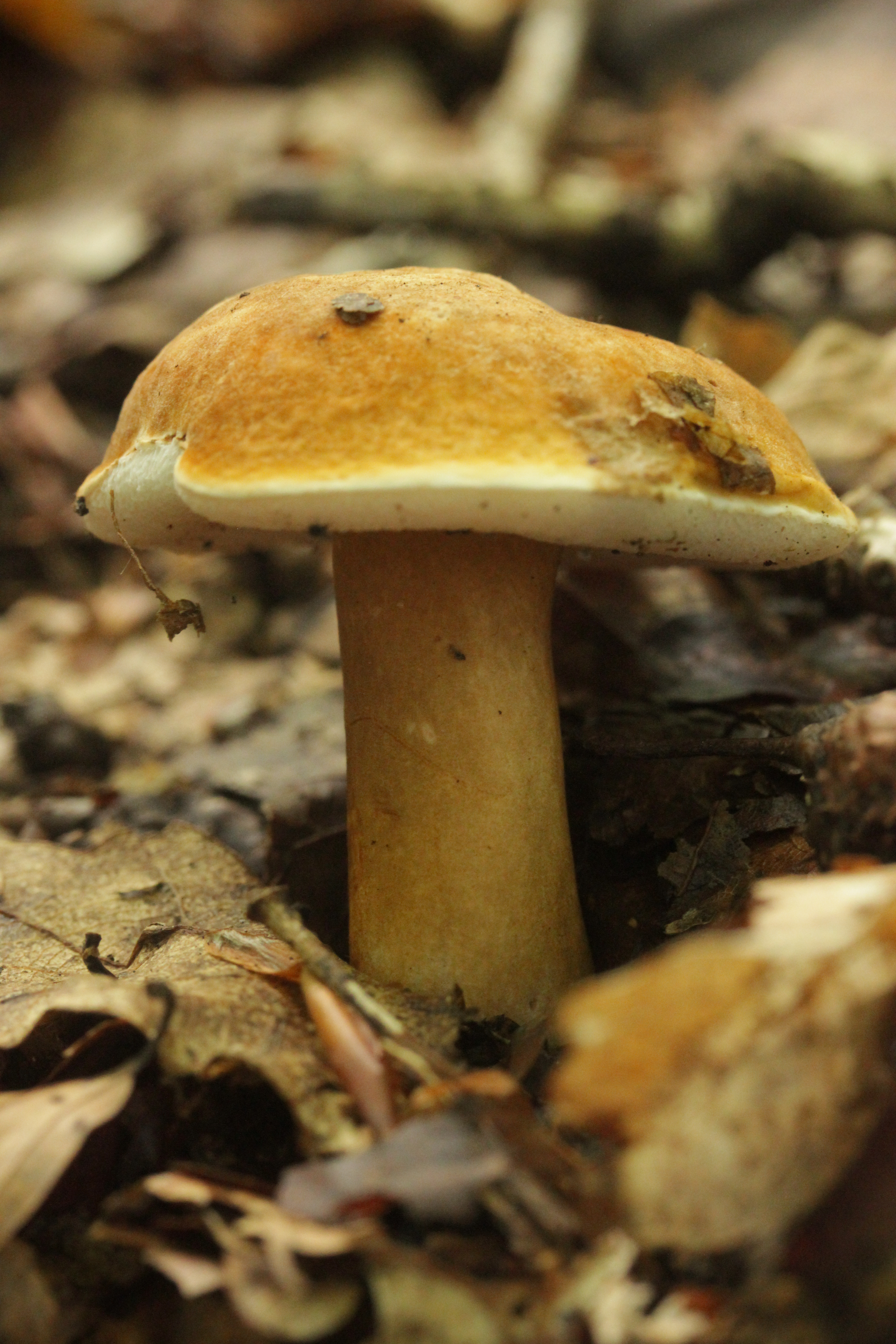
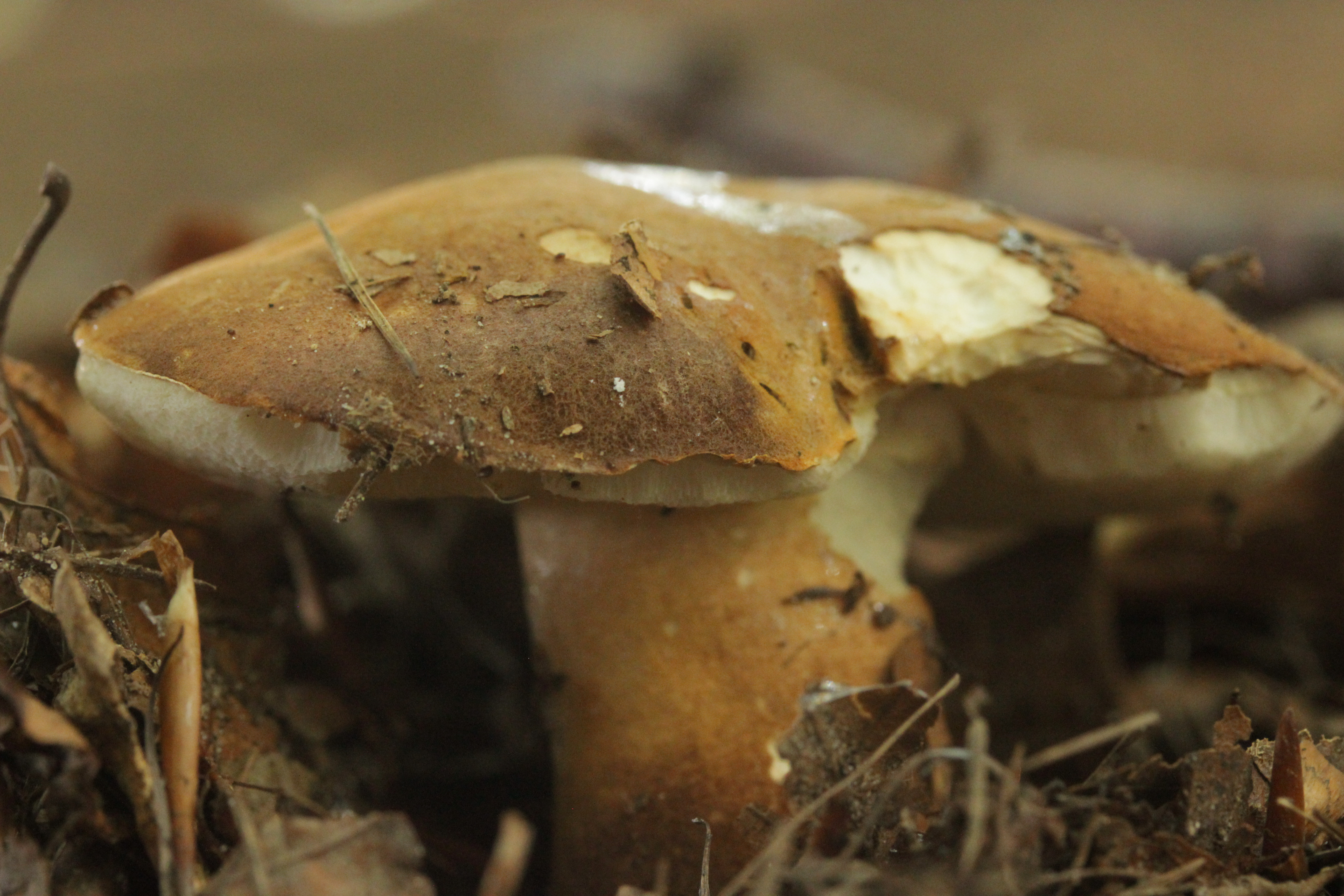
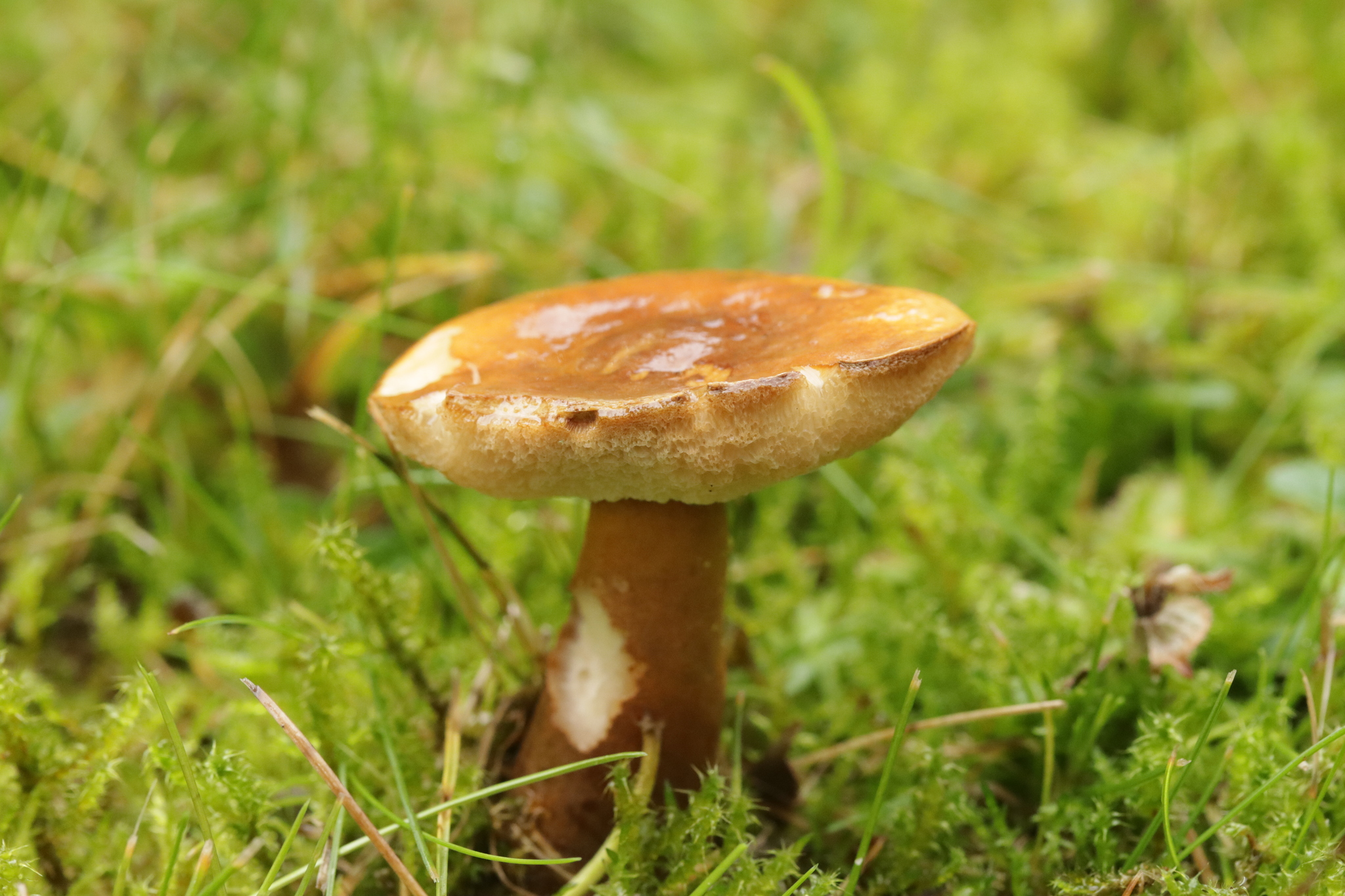
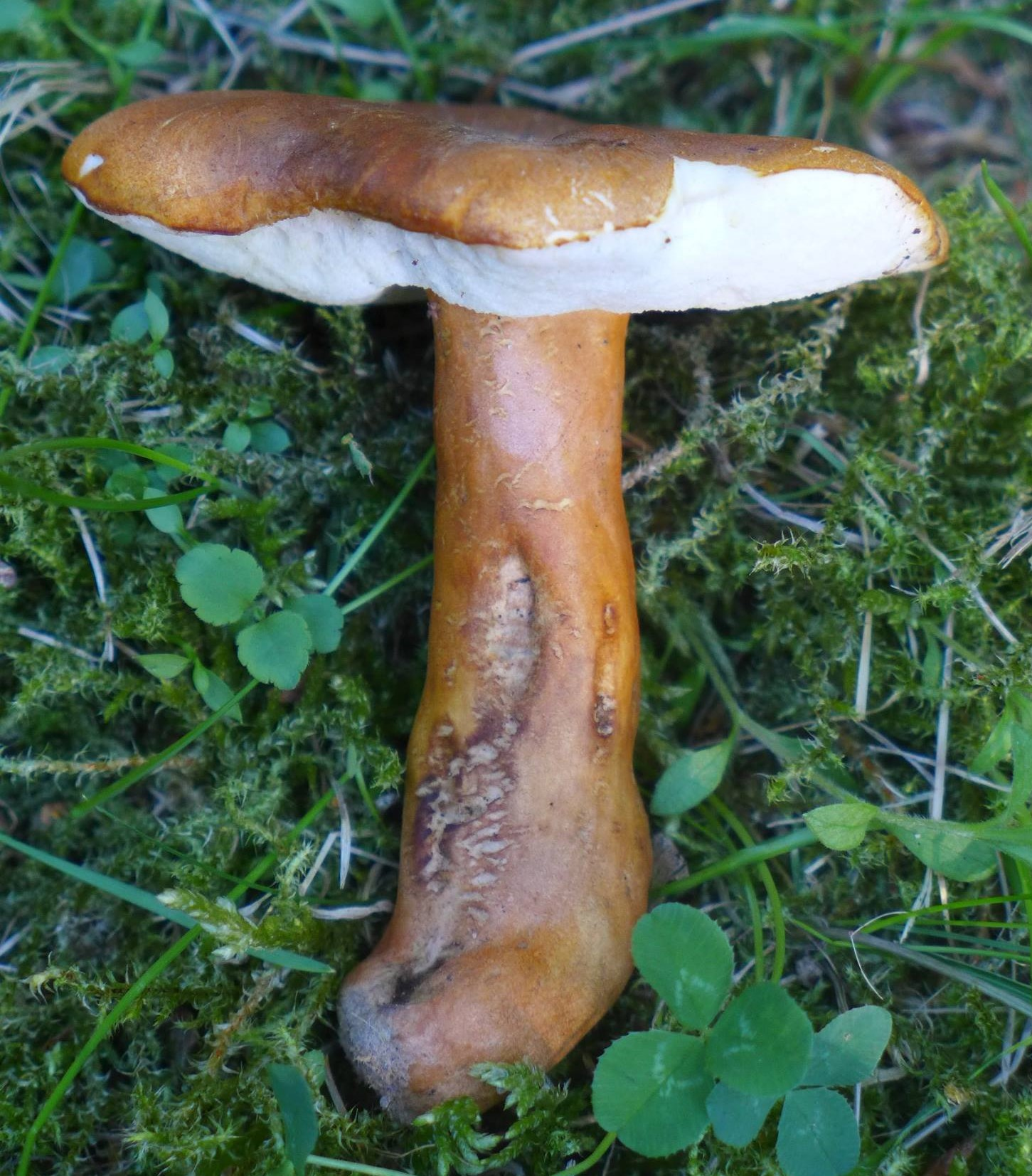
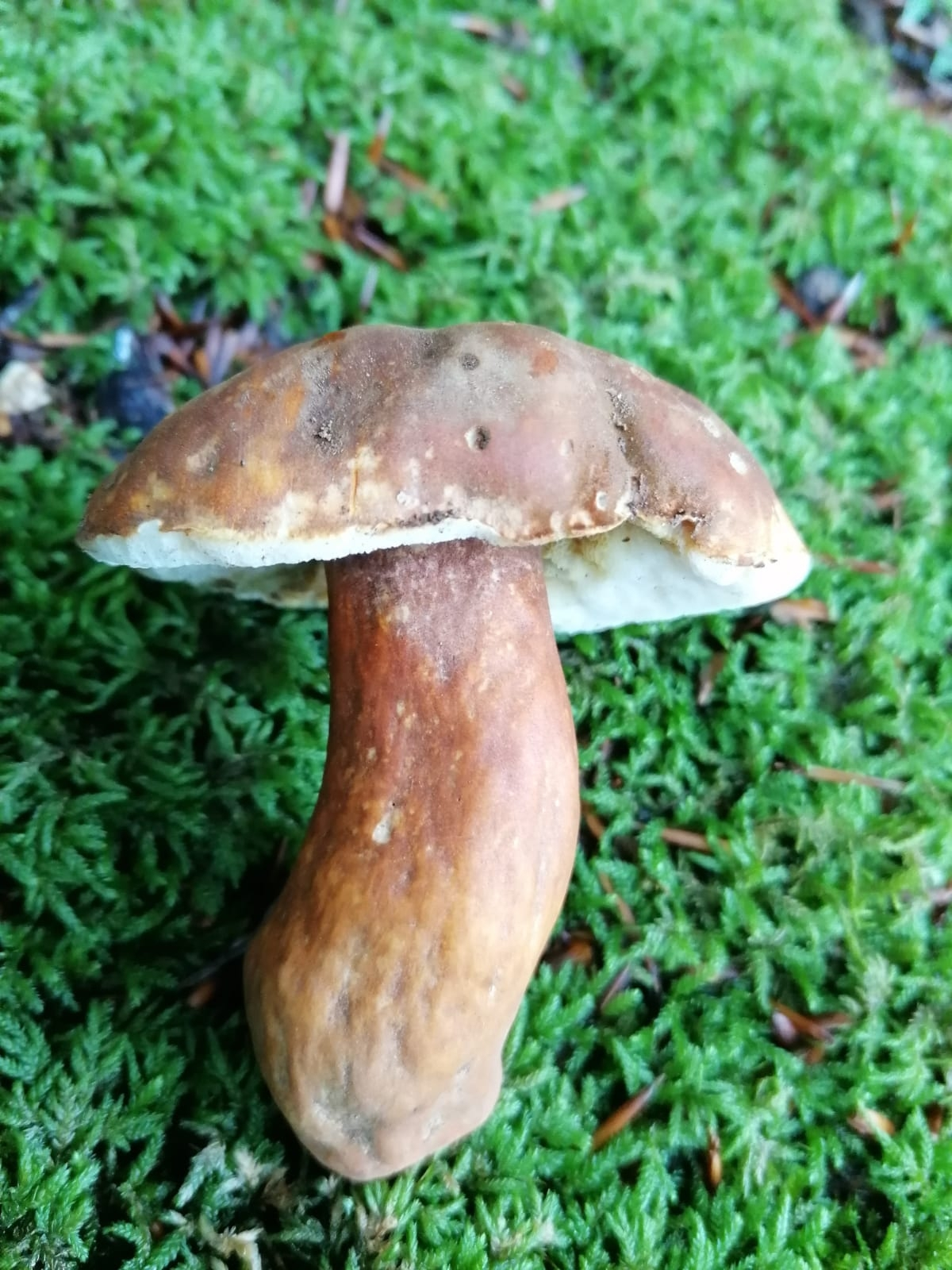
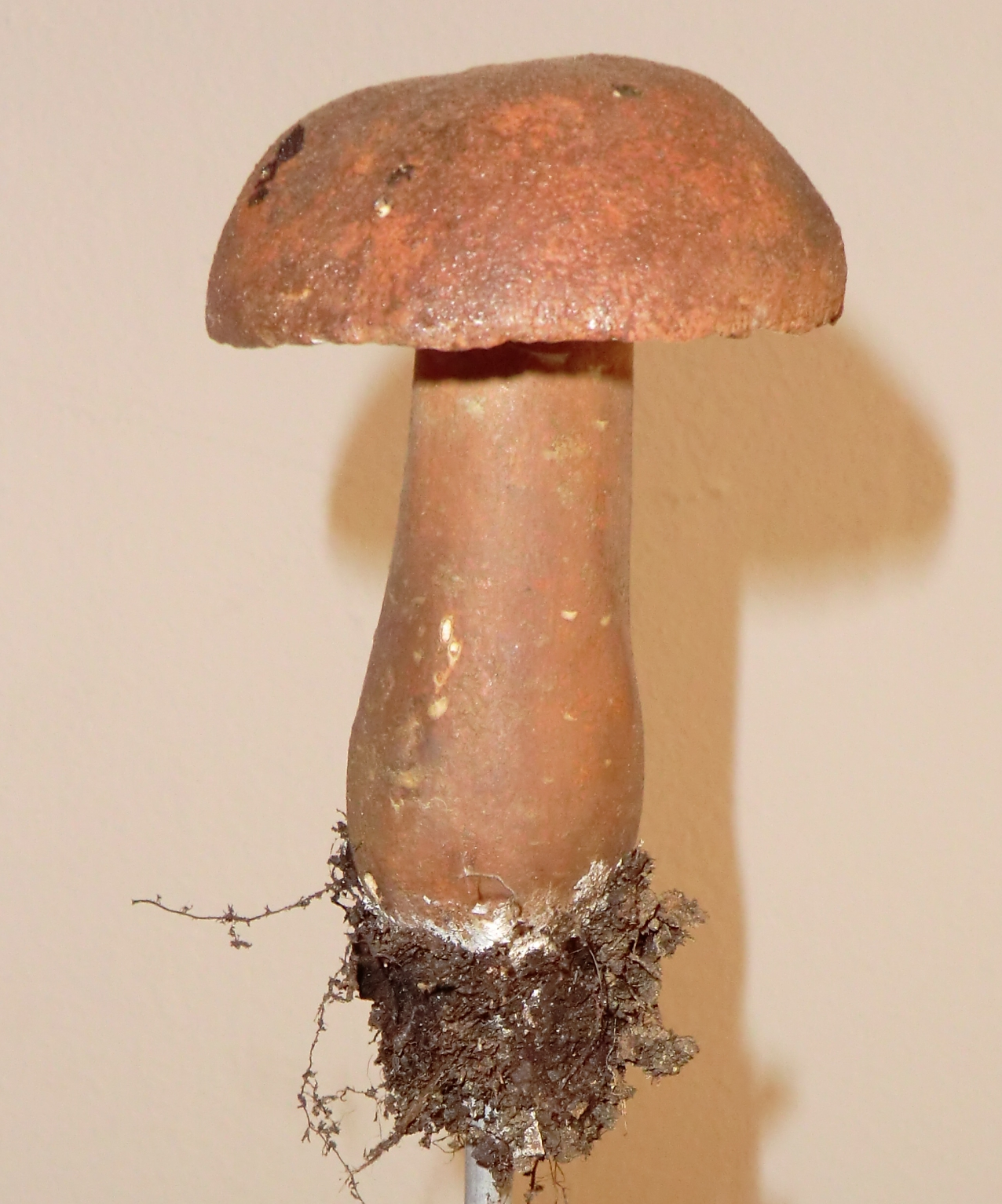
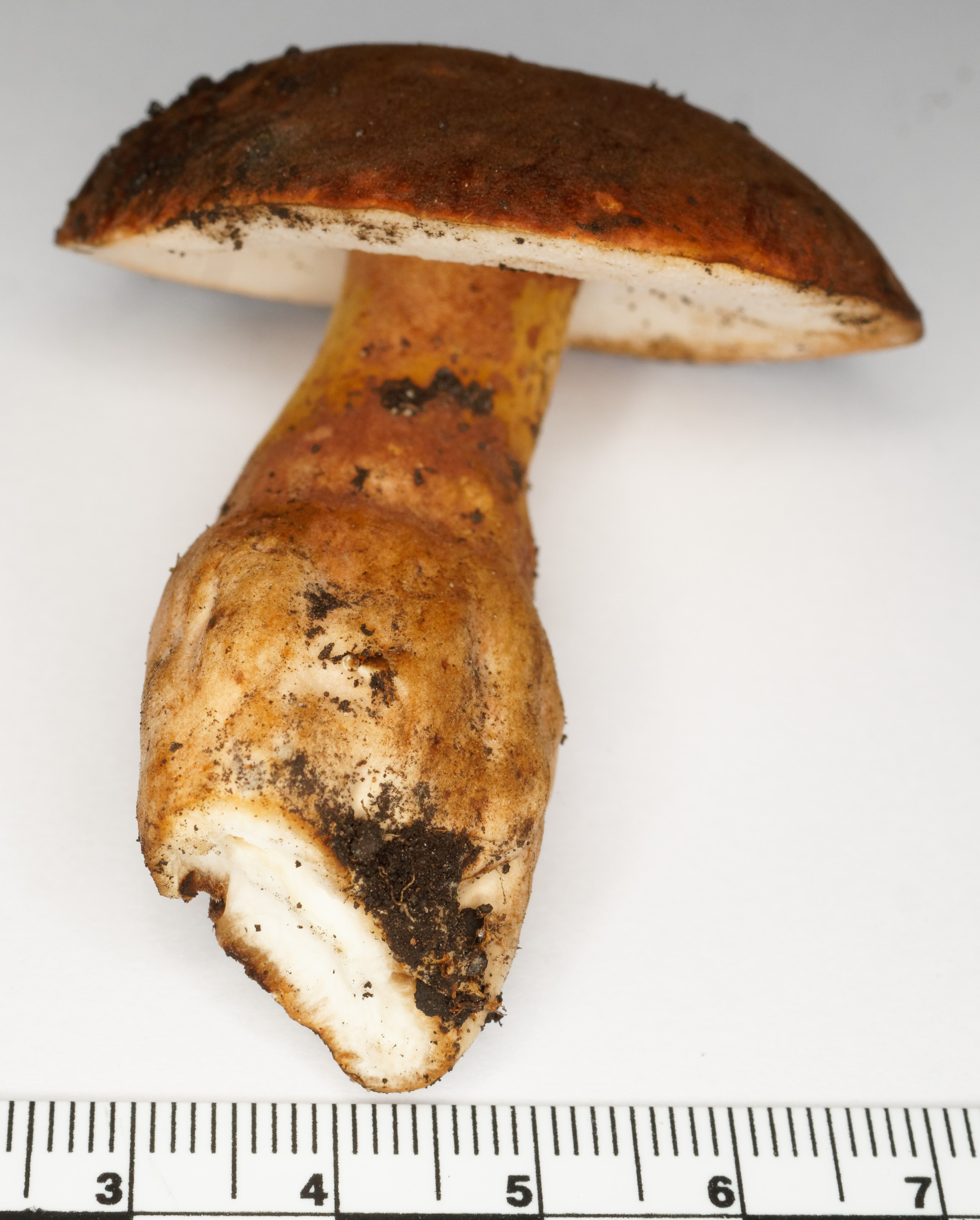
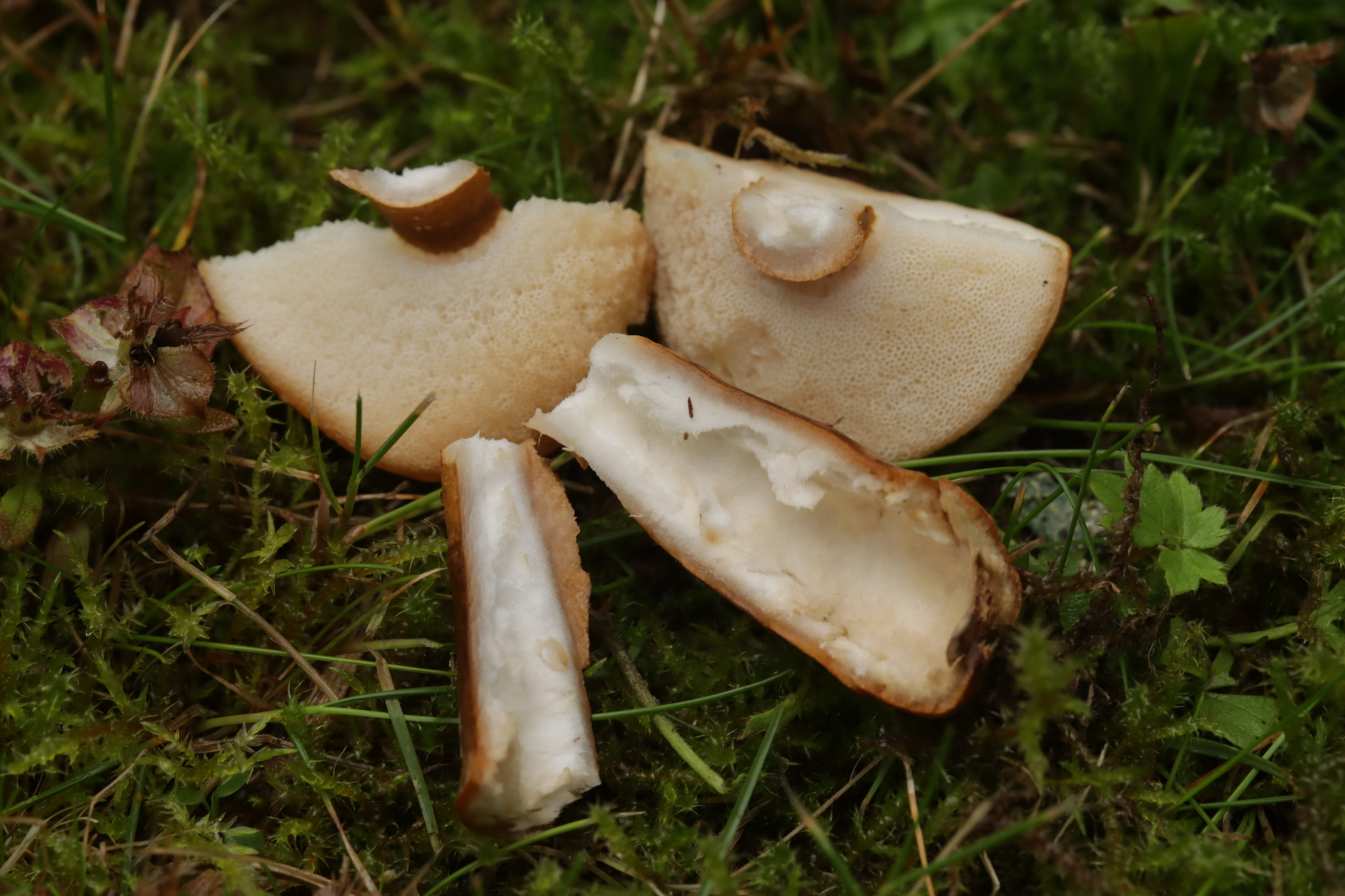
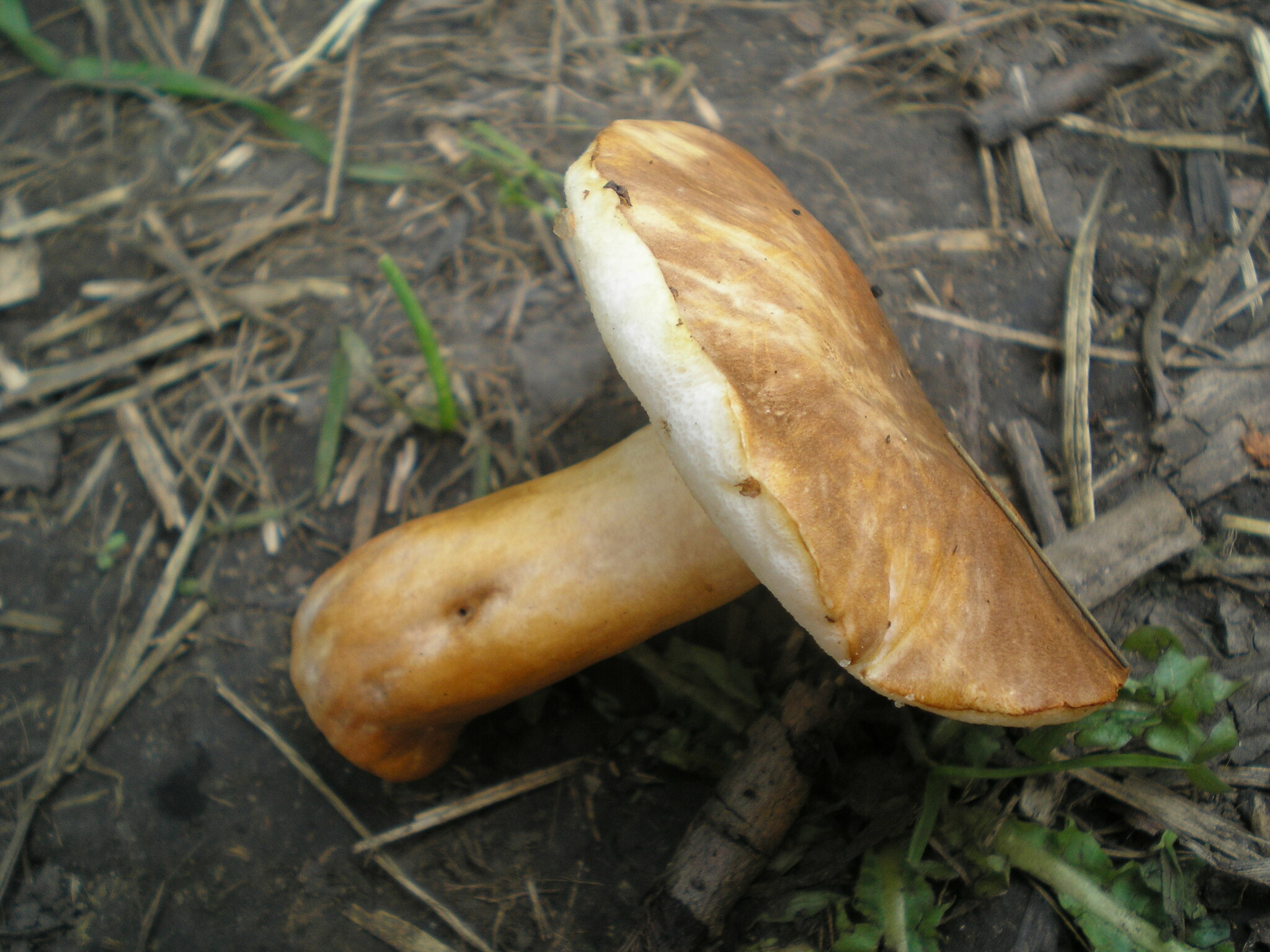
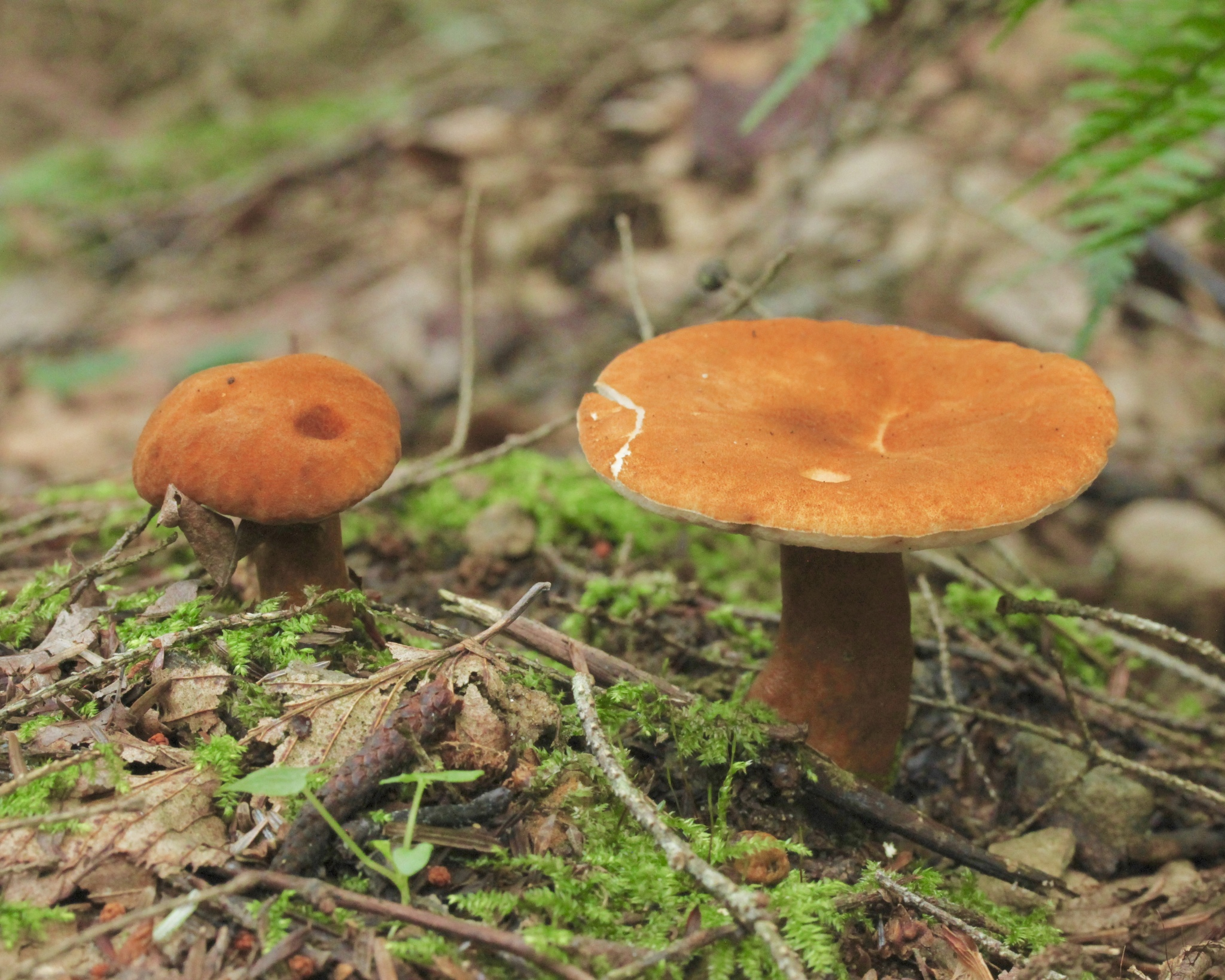
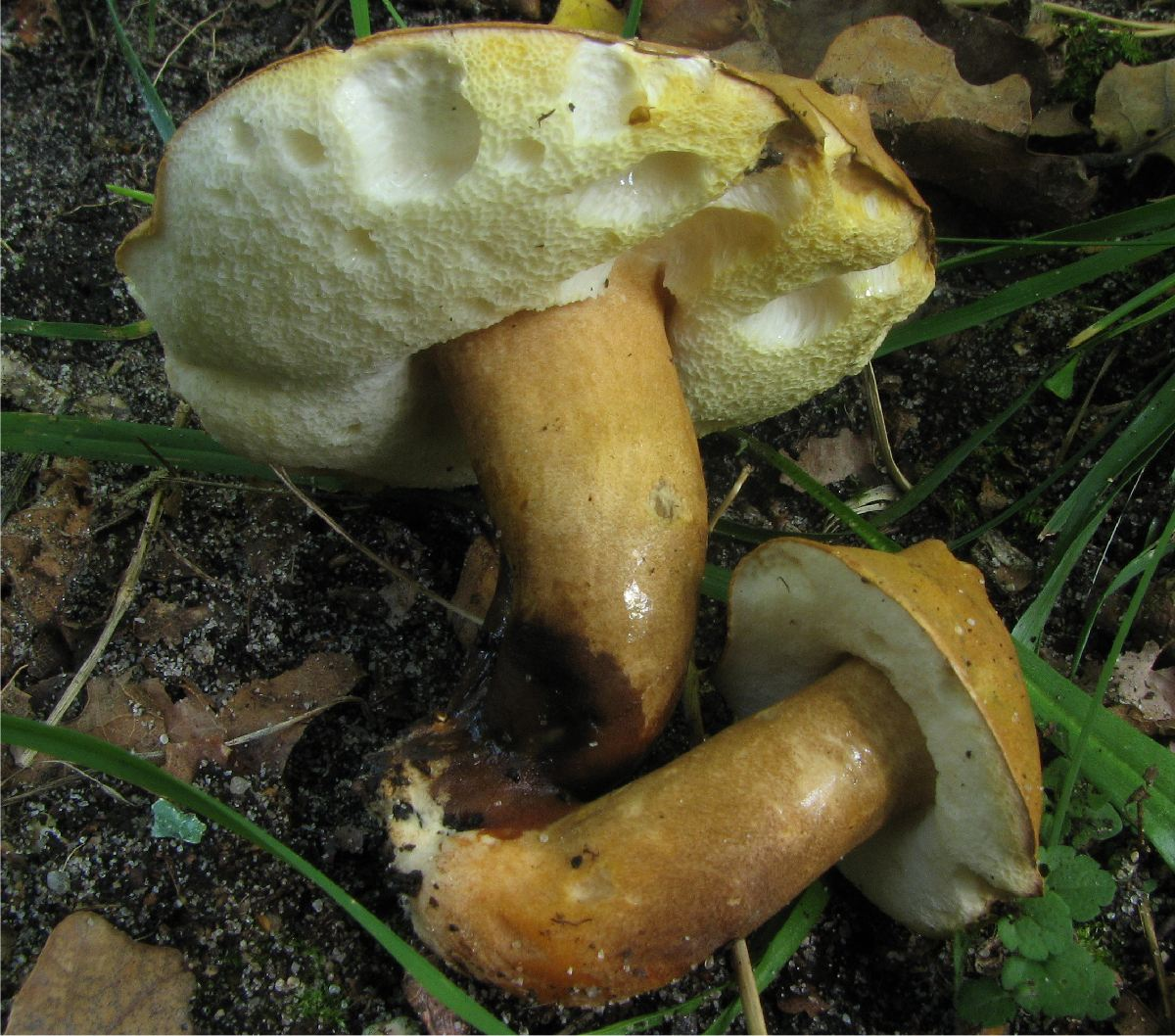
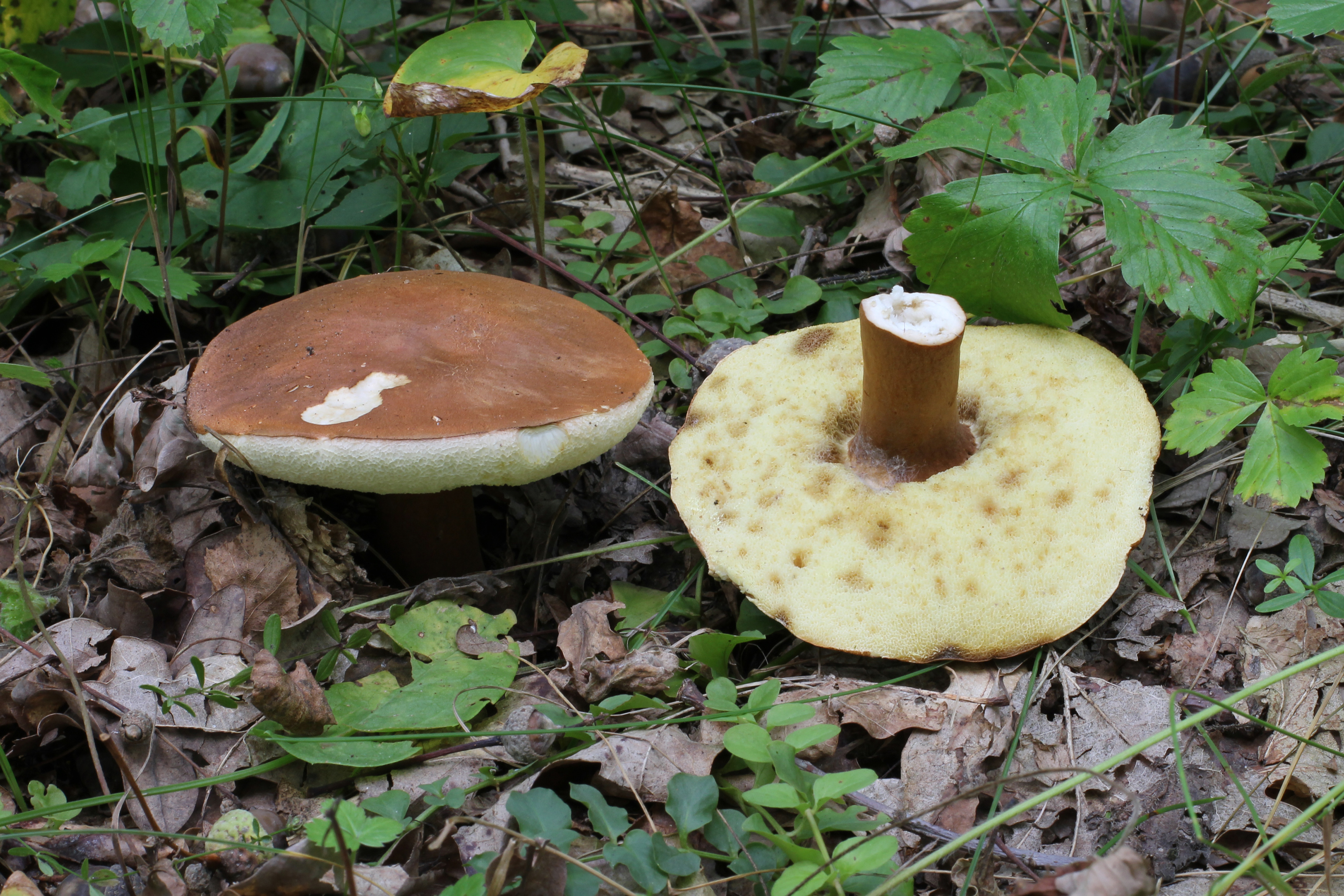
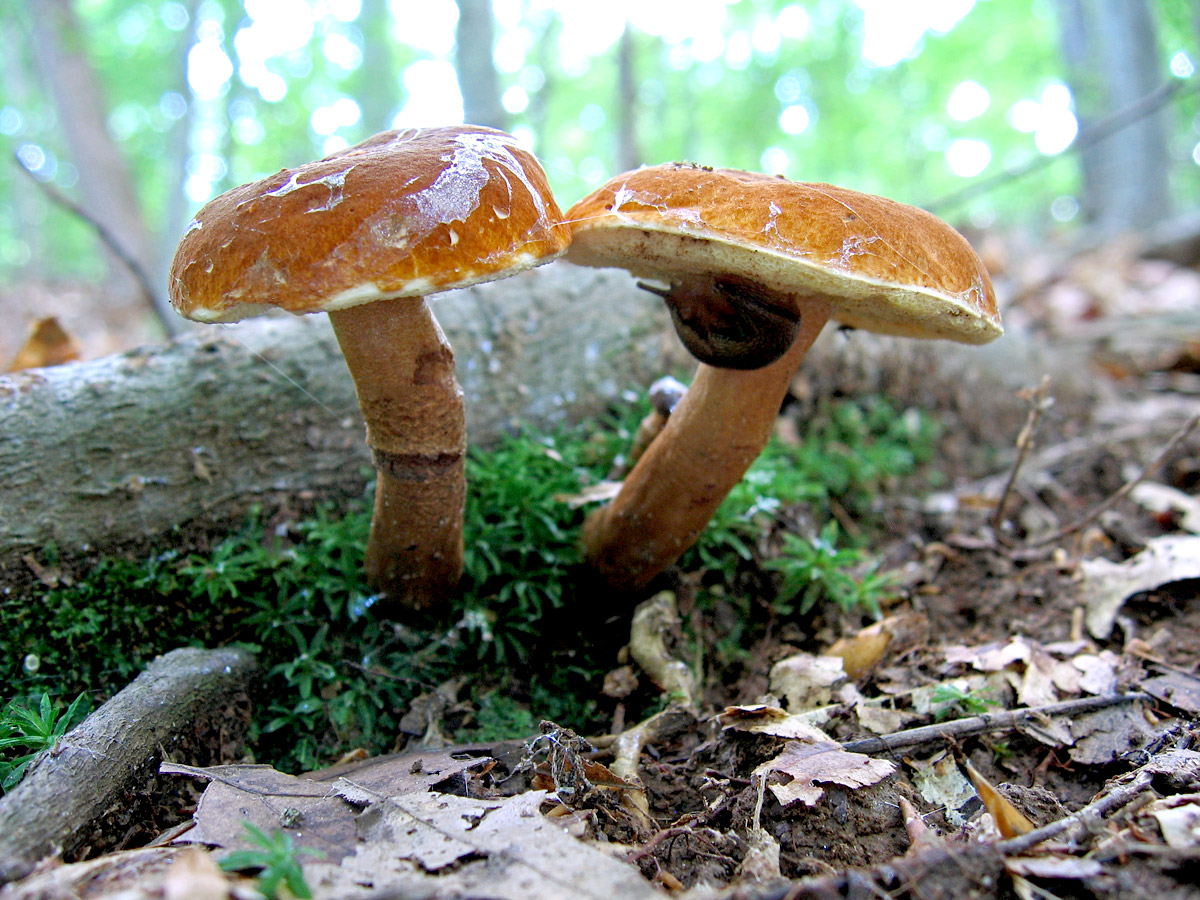
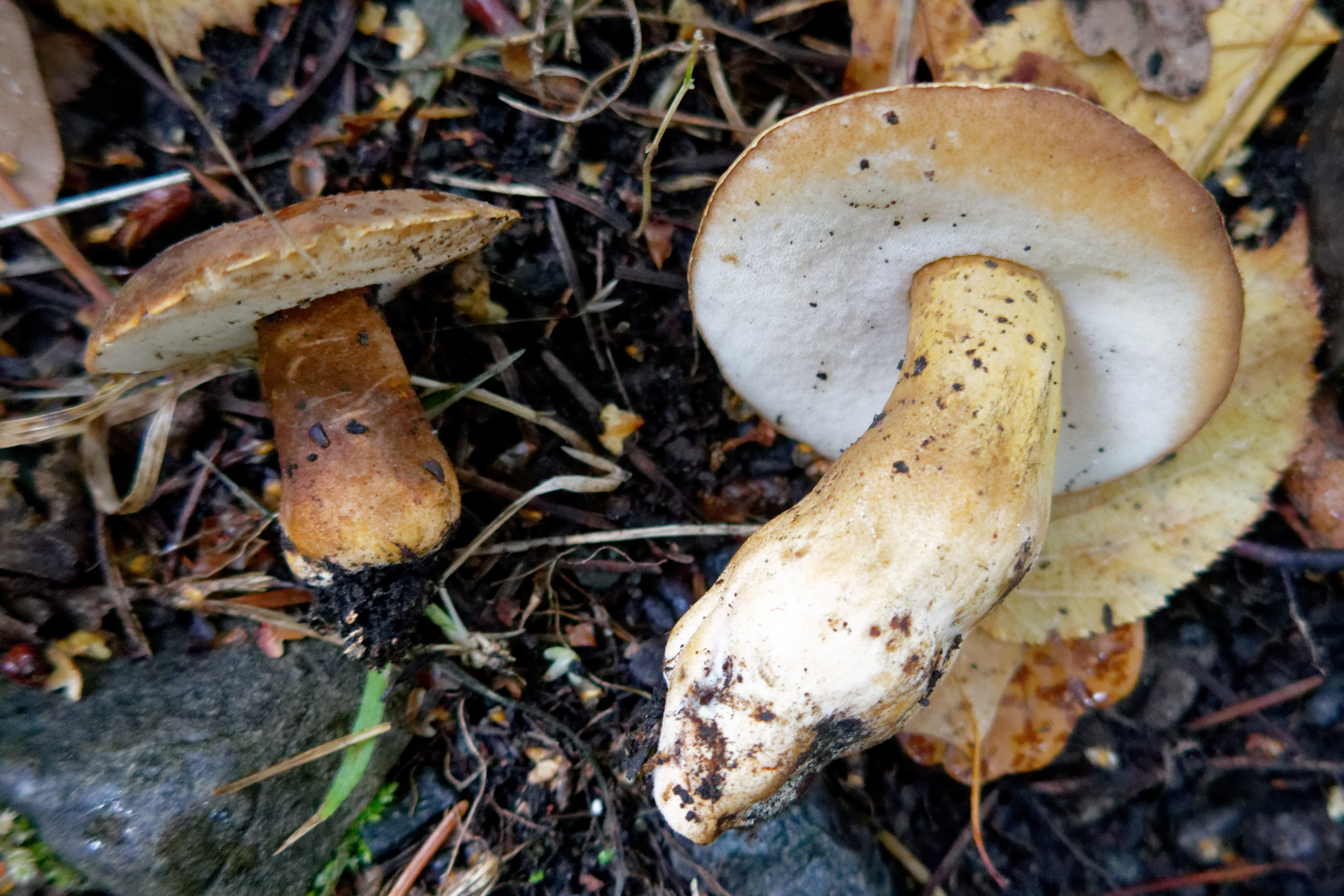
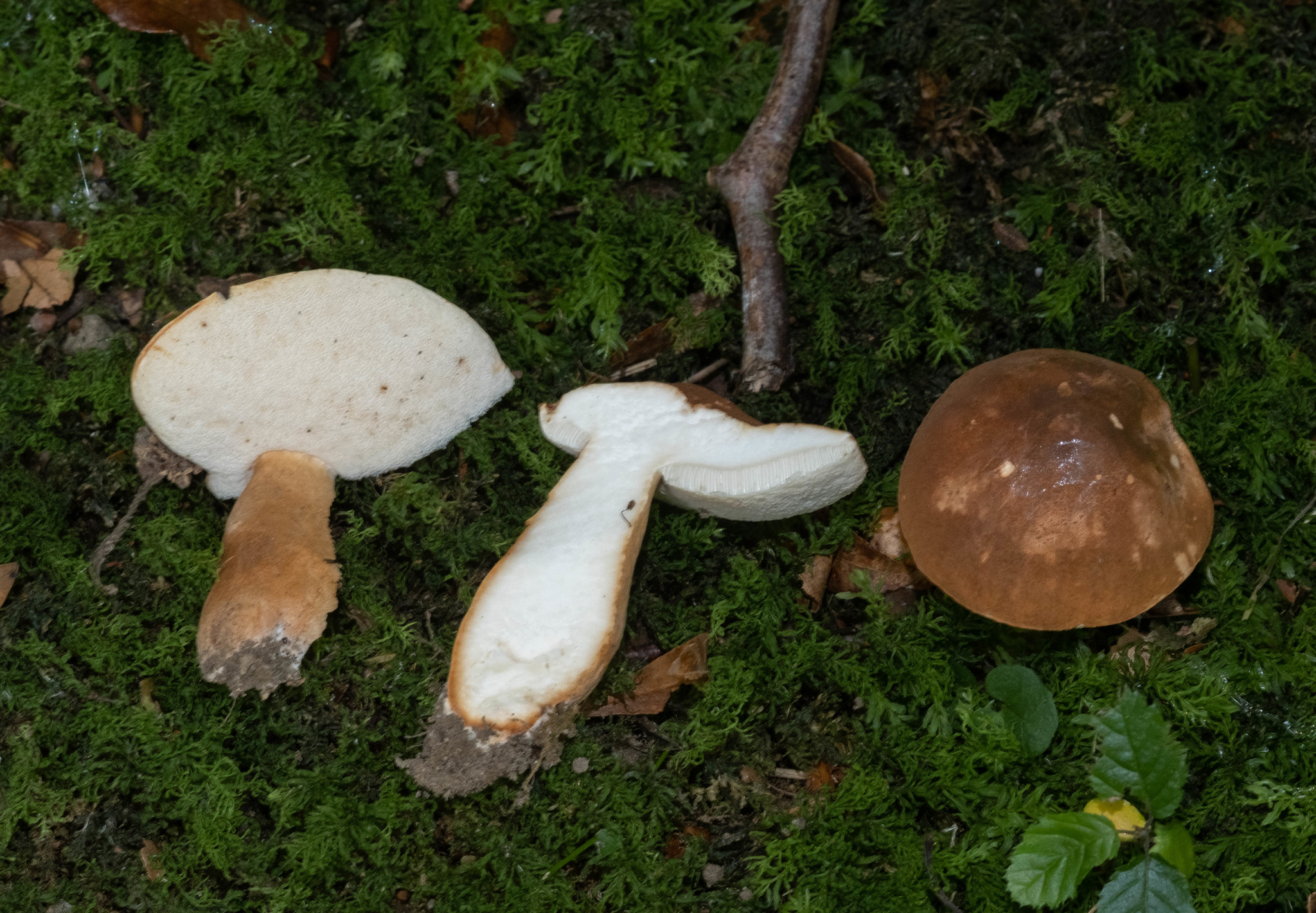
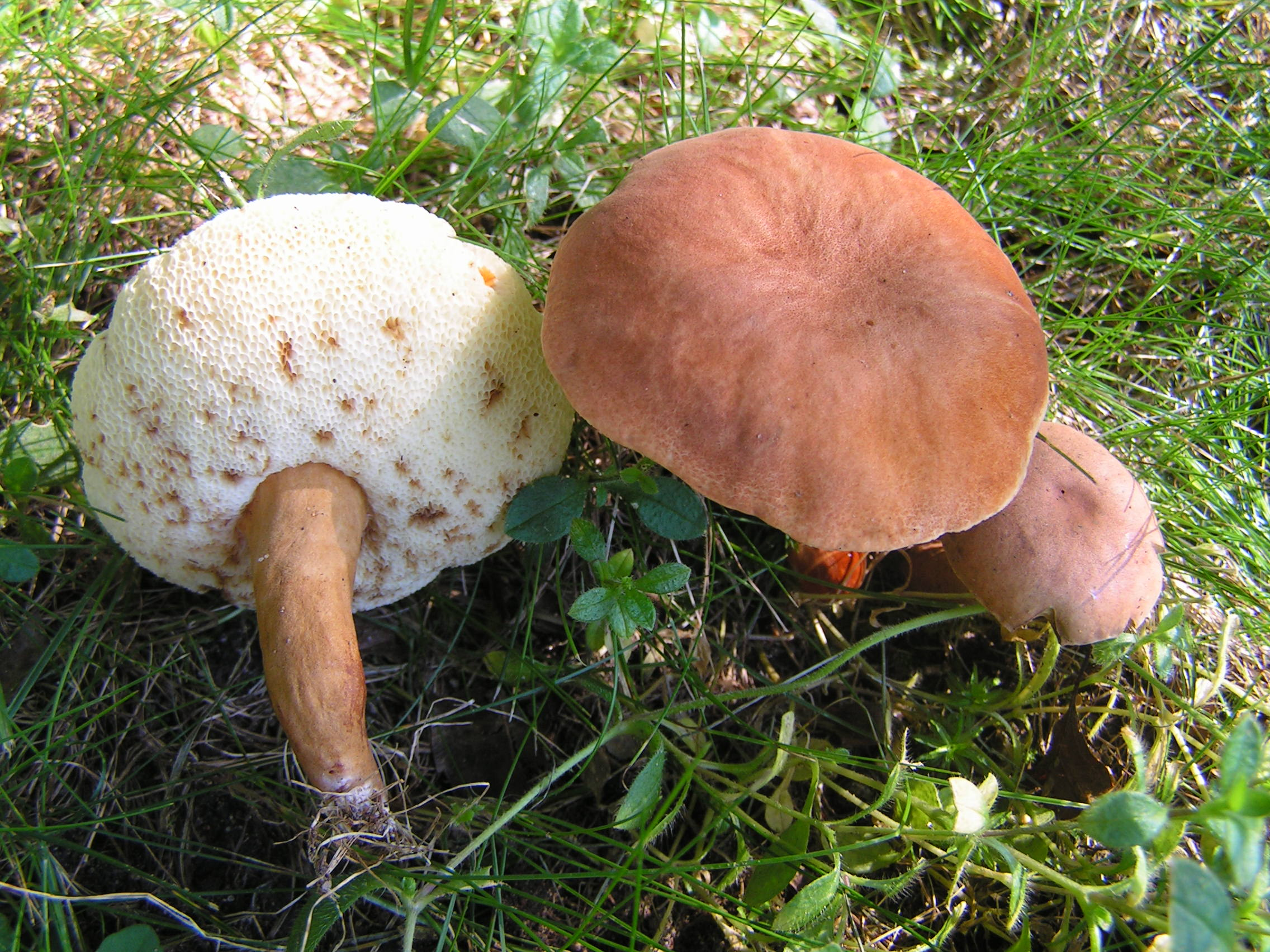

## Variétés et formes

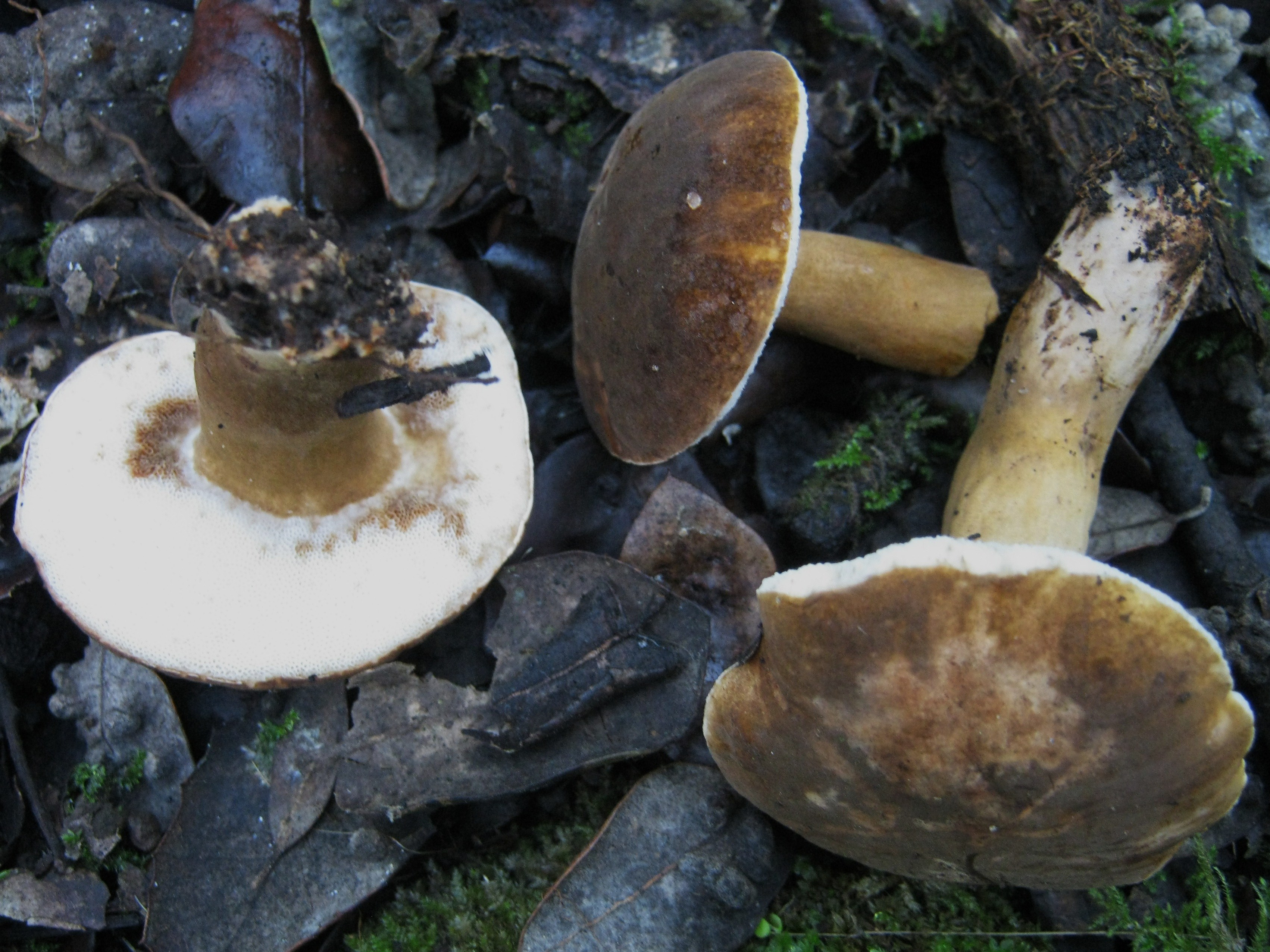
Forme velutinus à chapeau sombre.

- Forme velutinus à chapeau sombre.G. castaneus f. velutinus : chapeau et pied très sombres, noirâtres, fortement veloutés[7],[6].
- G. castaneus var. afibulatus : dépourvu de boucles sous le microscope[7].

## Habitat et distribution
C'est une espèce ectomycorhizienne, poussant sous feuillus et sous conifères. Souvent sous chênes en milieu acidophile. Le Bolet châtain est parfois cespiteux.

## Comestibilité et toxicité
Le Bolet châtain aurait provoqué plusieurs intoxications. Des cas sporadiques d'intoxications avec syndrome gastro-intestinal ont été rapportées, peu documentées et en petit nombre par rapport à l'ampleur de la consommation de cette espèce, qui est par ailleurs communément consommée aux États-Unis, beaucoup plus qu'en Europe, l'aire de répartition de l'espèce comprenant les deux continents, mais sa consommation traditionnelle ne semblant pas très développée dans les pays européens,. Elle est en tout cas présentée en France comme non comestible, non recommandée, indigeste selon la tolérance individuelle ou même toxique dans certains guides pour cause de ces intoxications,,.
Ces intoxications sont probablement dues à une difficulté à distinguer les symptômes d'altération et de pourrissement chez les Gyroporus. En effet, les espèces de la famille des Gyroporaceae, distincte de la famille des Boletaceae, sont sujettes à la déshydratation et à la dessiccation avant le pourrissement proprement dit, gardant une belle apparence et un aspect intact même à des stades de décomposition avancés. Cela favorise la récolte de spécimens impropres à la consommation faute de pouvoir correctement évaluer le réel état de conservation des sporophores cueillis, leur rapport à la décomposition n'étant pas le même que celui des Boletaceae auquel les cueilleurs sont habitués, là où la décomposition est rapide et facilement notable. Il devient alors facile de se laisser tromper par un spécimen ayant l'air en bon état, mais se trouvant en réalité à un stade de décomposition avancé, la caractéristique naturelle du pied creux caverneux des Gyroporus n'aidant pour l'évaluation fiable de l'état de conservation. En effet, la consommation d'un champignon dans un tel état provoque facilement une intoxication gastro-intestinale. Les intoxications liées G. castaneus peuvent également être dues à la consommation de spécimens insuffisamment cuits, à la place ou en addition d'une mauvaise estimation de l'état de conservation. Il ne semble pas que G. castaneus soit toxique en soi, mais qu'il souffre plutôt d'un problème de décomposition discrète typique de sa famille, caractéristique que l'on retrouve par ailleurs chez d'autres espèces de Gyroporus familières telles que le Bolet indigotier (Gyroporus cyanescens). Ce dernier est usuellement classé comme comestible, mais parfois non comestible, laxatif ou même légèrement toxique,, selon les guides pour cause de recensement d'intoxications sporadiques gastro-intestinales du même type que celles de G. castaneus,, pouvant être attribuées à ce même problème de conservation du sporophore. Outre mesure, cette explication de toxicité est plausiblement aussi valable pour le rare Bolet des sables (Gyroporus ammophilus), classé jusque-là comme nettement toxique, mais au syndrome gastro-intestinal rappelant ceux des deux espèces précédentes,.
Le Bolet châtain peut être considéré comme comestible après une cuisson prolongée, en portant une attention particulière à l'évaluation de l'état de conservation des spécimens ramassés, donc comestible sous conditions , c'est-à-dire privilégier les jeunes sujets, au pied le moins creux possible, et être très attentif visuellement et olfactivement aux moindres signes de décomposition de la chair lors de son évaluation à la coupe. Dans l'idéal, le mieux serait de sélectionner des sporophores que l'on ait pu observer activement sortir de terre et pousser au cours des derniers jours,.

## Confusions possibles
Avec ses teintes châtaines, sa surface lisse et son pied caverneux, le Bolet châtain est assez reconnaissable. De plus, il est relativement de petite taille. On pourrait éventuellement le confondre avec les espèces suivantes : 
- Le Bolet des sables (Gyroporus ammophilus), qui est généralement, mais pas toujours, plus clair que G.castaneus, surtout au niveau du stipe. Il est également typiquement plus grand et d'un aspect torturé, poussant dans les dunes atlantiques sous pins. C'est une espèce suspectée de toxicité[7],[5]. Bien qu'il soit extrêmement ressemblant, c'est une espèce rare. Comestibilité suspecte .
- Le Bolet indigotier (Gyroporus cyanescens), peut lui ressembler par sa silhouette et son pied lisse, mais ce dernier est fortement bleuissant et ses teintes sont plus pâles. Comestible cuit, jeune, après évaluation approfondie de l'état de conservation.
- Le Bolet moucheté (Suillus variegatus), qui peut rappeler ses teintes et sa morphologie. Cependant, son pied n'est pas creux, ses pores sont marron et son chapeau est moucheté. Comestible.

- Les Cèpes (B. edulis, B. aereus, B. pinophilus, B. aestivalis) pourraient être confondus avec G. castaneus, mais son pied sans réseau à l'intérieur caverneux le trahit facilement. Comestibles réputés.